# Paul Henschel (Maler)
Paul Henschel (* 14. Juli 1889 in Hagen, Provinz Westfalen; † 1982 in Wülfrath, Kreis Mettmann) war ein deutscher Figuren-, Tier-, Landschafts- und Stilllebenmaler der Düsseldorfer Schule.

## Leben
Henschel besuchte die Kunstakademie Düsseldorf ab 1908. Dort waren Adolf Maennchen, Ludwig Keller und Franz Kiederich seine Lehrer. Er ließ sich in Düsseldorf nieder, wo er dem Künstlerverein Malkasten und der Künstlergruppe „Eiland“ angehörte sowie an Großen Kunstausstellungen teilnahm.